# Geophis nasalis
Geophis nasalis (кавова земляна змія) — вид змій родини полозових (Colubridae). Мешкає в Мексиці і Гватемалі.

## Поширення і екологія
Кавові земляні змії мешкають на тихоокеанських схилах гірського хребта Сьєрра-Мадре-де-Чіапас в мексиканському штаті Чіапас і Гватемалі. Вони живуть у вологих тропічних лісах та на кавових плантаціях.